# Escara (gemeente)
Escara is een gemeente (municipio) in de Boliviaanse provincie Litoral in het departement Oruro. De gemeente telt naar schatting 4.439 inwoners (2018). De hoofdplaats is Escara.